# منطقه وایت‌واتر
منطقه وایت‌واتر یک شهرستان در کنار رودخانه اتاوا در شهرستان رنفرو است که در دره خوش منظره اتاوا در شرق انتاریو، کانادا واقع شده‌است. منطقه وایت‌واتر از شهرداری‌های سابق بیچبورگ، کوبدن، راس و وست‌میت تشکیل شده‌است که در شهرک فعلی ادغام شدند.

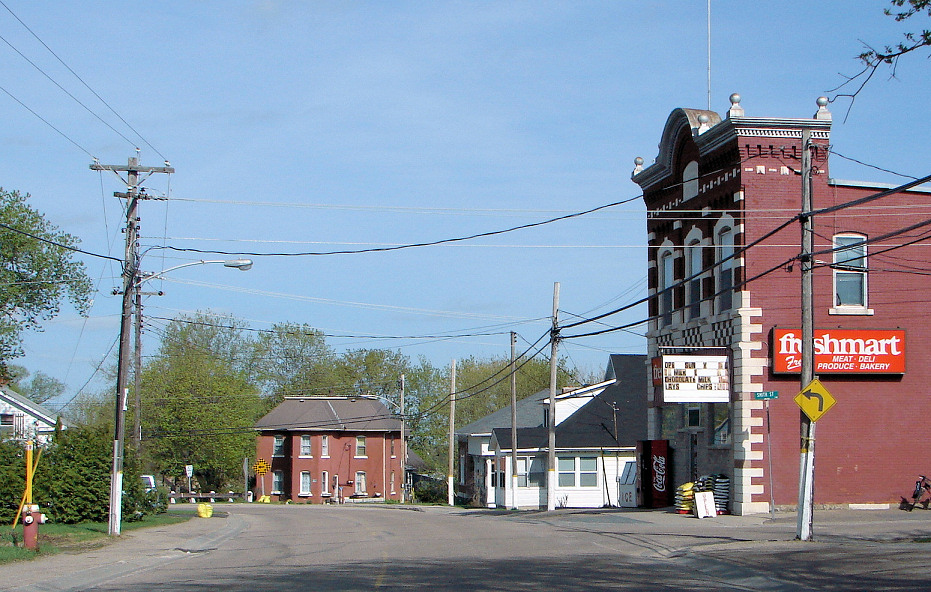
بیچبورگ

نام منطقه وایت واتر برگرفته از مجموعه آب سفید معروف جهان در رودخانه اتاوا است که برای ورزش‌های رفتینگ و کایاک سواری محبوبیت زیادی دارد و می‌توان گفت که این بخش بخشی از پارک استانی رودخانه اتاوا است. از جاذبه‌های این شهر می‌توان به موزه شهر راس اشاره کرد که در قلب آبشار فارستر قرار دارد.
این شهرستان شامل بخش‌های زیر است: بیچبورگ، چنوکس، کابدن، فینچلی، آبشار جنگلی، باغ عدن، گلن، شهرک اعطایی، ایستگاه هیلی، کر لاین، لا پاس، گوشه لجروود، مک لارن، میث، میلار کرنر، پرتن.